# Craugastor stuarti
Craugastor stuarti là một loài ếch thuộc họ Leptodactylidae.
Loài này có ở Guatemala và México.
Môi trường sống tự nhiên của chúng là vùng núi ẩm nhiệt đới hoặc cận nhiệt đới.
Chúng hiện đang bị đe dọa vì mất môi trường sống.